# Lomme – Lambersart – Arthur-Notebart
Lomme – Lambersart – Arthur-Notebart – stacja metra w Lille, położona na linii 2. Znajduje się w Lille i w gminie Lambersart. Stacja obsługuje gminy Lomme i Lambersart.
Została oficjalnie otwarta 1 kwietnia 1989.